# Азімзаде Ельдар Мухтар-огли
Ельдар Мухтар-огли (Мухтарович) Азімзаде (азерб. Eldar Əzimzadə; 25 травня 1934, Шуша, Нагірно-Карабаська автономна область — пом. 20 січня 2003, Баку, Азербайджан) — радянський азербайджанський футбольний рефері. Суддя всесоюзної категорії (1967), арбітр ФІФА (1979).

## Біографія
Народився 25 травня 1934 року в місті Шуші Нагірно-Карабахської автономної області Азербайджанської РСР.
Звання рефері ФІФА отримав 1979 року. У 1957 році закінчив Азербайджанський державний інститут фізкультури та спорту.
Перший матч у його міжнародній кар'єрі був на 1-му чемпіонаті світу серед молодіжних команд у Тунісі у 1977 році. Він відсудив матч Іспанія — Туніс.
Судив фінал на літніх олімпійських іграх 1980 між збірною НДР і Чехословаччиною. Після гри президент МОК Хуан Антоніо Самаранч та Жоао Авеланж нагородили його золотою медаллю та почесним дипломом.
Тричі найкращий рефері СРСР. Обслужив 148 матчу чемпіонату СРСР з футболу. Ельдар Азімзаде вісім разів входив до списку найкращих футбольних суддів СРСР: 1974, 1975, 1976, 1977, 1978, 1979, 1980 і 1982. Нагороджений пам'ятною золотою медаллю за суддівство понад 100 матчів у вищій лізі.